# Hoplopsis cristulata
Hoplopsis cristulata är en stekelart som beskrevs av De Santis 1972. Hoplopsis cristulata ingår i släktet Hoplopsis och familjen sköldlussteklar. Inga underarter finns listade i Catalogue of Life.